# International Council of Onomastic Sciences
Le Conseil international des sciences onomastiques (ICOS) est une organisation universitaire internationale d'universitaires s'intéressant particulièrement à l'étude scientifique des noms : l'onomastique.
Elle travaille par exemple sur les noms de lieux, les noms personnels et les noms propres.

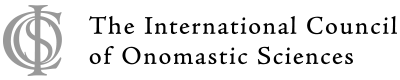
Logo

Les trois langues officielles d'ICOS sont l'anglais, le français et l'allemand.

## Travaux des chercheurs d'ICOS
Les membres font des recherches sur :
- l'origine et l'histoire des noms,
- les systèmes de noms de personnes utilisés par différentes cultures,
- les tendances démographiques des noms dans différentes sociétés,
- l'utilisation et la signification des noms de personnages dans la littérature,
- la création de marques,
- de nombreux autres sujets liés à la dénomination des personnes, des lieux, des institutions, des œuvres d'art et d'autres objets divers.

Ils participent également à des projets tels que la normalisation internationale des noms géographiques.
Un des objectifs de l'ICOS, à la différence de nombreuses sociétés nationales d'étude du nom, est de promouvoir, représenter et coordonner la recherche sur le nom au niveau international et dans un contexte interdisciplinaire.
Pour atteindre ce but, elle s'est engagée dans la publication de recherches et le développement d'outils de recherche. Ainsi, ses membres  sont issus de disciplines diverses telles que la linguistique, la philologie, l'histoire, la sociologie, l'anthropologie, la psychologie, la géographie et la recherche littéraire.
Cette organisation a remplacé l'ancien Comité international des sciences onomastiques, qui était composée exclusivement de représentants des pays membres et qui n'accueillait pas les chercheurs individuels comme le permet cette nouvelle structure.